# مایکل مونی (قایقران قایق بادبانی)
مایکل مونی (انگلیسی: Michael Mooney; ۱۴ مه ۱۹۳۰ –۱۸ نوامبر ۱۹۸۵) قایقران قایق بادبانی اهل ایالات متحده آمریکا بود.
وی در مسابقات کشوری و بین‌المللی در مجموع برندهٔ ۱ مدال طلا شده‌است.